# Eberhard Lippmann (Politiker)
Eberhard Lippmann (* 20. Februar 1939 in Dresden) ist ein deutscher Politiker (DBD, ab 1990 CDU). Von 1990 bis 2004 war er Abgeordneter im Landtag von Sachsen.

## Leben
Lippmann besuchte die Oberschule und absolvierte im Anschluss ein Studium der Landwirtschaftswissenschaften in Leipzig, das er 1964 mit dem Diplom beendete. Von 1966 bis 1967 studierte er an der Ingenieurschule für Lebensmittelindustrie in Dippoldiswalde und promovierte sich 1975 auf dem Gebiet der Tierernährung. Zuvor arbeitete er von 1965 bis 1966 als Leiter für Qualitätskontrolle in einem Kraftfutterwerk. Später war er Leitender Mitarbeiter im Fachgebiet Futtermittel beim Amt für Standardisierung in Halle. Ab 1986 war er Hauptinspekteur der Staatlichen Umweltinspektion Leipzig. 

## Politik
Lippmann trat 1965 der DDR-Blockpartei DBD bei. Er war Abgeordneter der Stadtverordnetenversammlung Leipzig von 1976 bis 1989.
Ab Oktober 1990 war er Mitglied der CDU. Lippmann war Gründungs- und Vorstandsmitglied der Land-Union Sachsen. Ab Oktober 1990 gehörte er bis 2004 in den ersten drei Landtagsperioden dem Sächsischen Landtag an.